# Valloire-sur-Cisse
Valloire-sur-Cisse is een gemeente in het Franse departement Loir-et-Cher (regio Centre-Val de Loire). De plaats maakt deel uit van het arrondissement Blois. Valloire-sur-Cisse is op 1 januari 2017 ontstaan door de fusie van de gemeenten Chouzy-sur-Cisse, Coulanges en Seillac. Valloire-sur-Cisse telde op 1 januari 2022 2.433 inwoners.

## Geografie
De oppervlakte van Valloire-sur-Cisse bedroeg op 1 januari 2022 40,36 vierkante kilometer; de bevolkingsdichtheid was toen 60,3 inwoners per km².

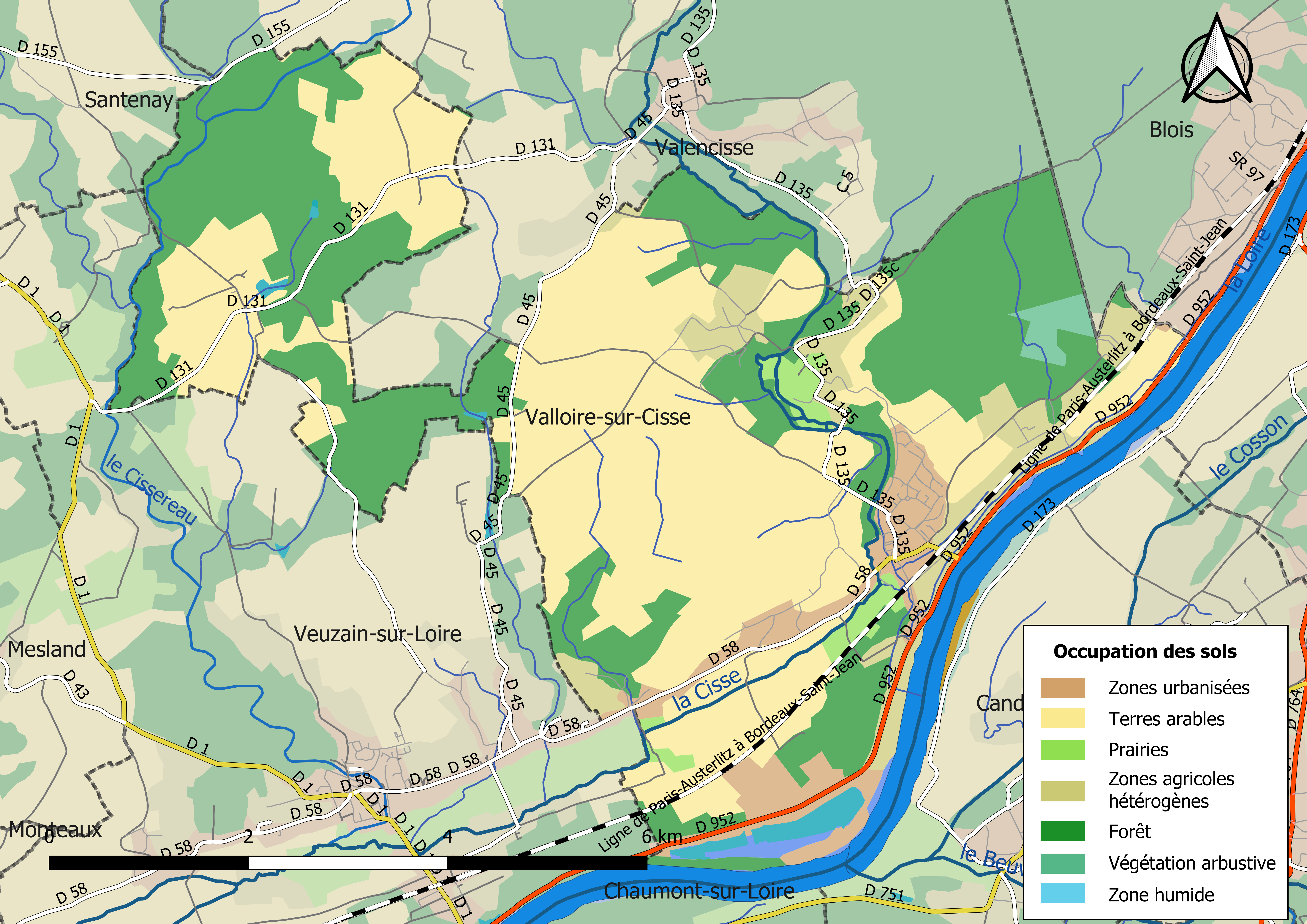
Kaart van de gemeente met de belangrijkste infrastructuur, bodemgebruik en omliggende gemeenten